# Lista najwyższych kościołów na Białorusi
Na Białorusi od setek lat budowano kościoły rzymskokatolickie. Wiele z nich odznacza się wielkością i strzelistością wież i stanowi najbardziej znaczący punkt w panoramie miasteczek i wsi. Na północnym obszarze obecnej Białorusi znajduje się wiele kościołów posiadających strzeliste wieże wbudowane w fasadę. Są to między innymi świątynie wzniesione w XVIII w. w stylu baroku wileńskiego oraz pod koniec XIX i na początku XX wieku w tzw. stylu wiślano-bałtyckim, polskiej odmianie neogotyku.
Poniższa lista przedstawia najwyższe białoruskie kościoły, których wysokość wynosi przynajmniej 50 metrów.

## Lista kościołów mających przynajmniej 50 metrów wysokości
Lista może być niekompletna, jeżeli możesz dodaj brakujące kościoły, koniecznie ze źródłem danych
| Wysokość [m] | Zdjęcie | Nazwa                                        | Zakończenie budowy | Miasto      | Uwagi |
| ------------ | ------- | -------------------------------------------- | ------------------ | ----------- | --- |
| 61           |         | Kościół Trójcy Przenajświętszej              | 1903               | Gierwiaty   | Dzwonnica mierzy 61 metrów, według niektórych źródeł 64 metry. Przez to wieża kościoła jest uznawana za najwyższą na Białorusi. |
| 61           |         | Kościół Trójcy Świętej                       | 1914               | Widze       | Wieże mają wysokość 59 metrów, a razem z krzyżami 61 metrów.                                                                    |
| ok. 60       |         | Kościół Znalezienia Krzyża Świętego          | 1617               | Grodno      | Dzwonnica razem z krzyżem ma wysokość ok. 60 metrów.                                                                            |
| ponad 55     |         | Bazylika katedralna św. Franciszka Ksawerego | 1700               | Grodno      | Według niektórych źródeł wieże mają wysokość 65 metrów.                                                                         |
| 55           |         | Kościół Trójcy Przenajświętszej              | 1914               | Szydłowicze | |
| 52           |         | Kościół św. Antoniego Padewskiego            | 1904               | Postawy     | |
| ponad 50     |         | Kościół Podwyższenia Krzyża Świętego         | 1913               | Wilejka     | |
| 50           |         | Kościół św. Szymona i św. Heleny             | 1910               | Mińsk       | |